# Sistels
Sistels é uma comuna francesa na região administrativa de Occitânia, no departamento de Tarn-et-Garonne. Estende-se por uma área de 13,57 km². Em 2010 a comuna tinha 213 habitantes (densidade: 15,7 hab./km²).